# Liste der Einträge im National Register of Historic Places im Worth County (Iowa)

Lage des Worth County in Iowa

Die Liste der Einträge im National Register of Historic Places im Worth County in Iowa führt die Bauwerke und historischen Stätten im Worth County auf, die in das National Register of Historic Places aufgenommen wurden.

## Legende
| NRHP | Historic Place    |
| HD   | Historic District |

## Aktuelle Einträge
| [ 2 ] | Name                                                      | Bild                                       | Eintragsdatum        | Lage                                                                                    | Ort       | Beschreibung |
| ----- | --------------------------------------------------------- | ------------------------------------------ | -------------------- | --------------------------------------------------------------------------------------- | --------- | --- |
| 1     | Chicago, Milwaukee, and St. Paul Railroad-Grafton Station |                                            | 1976 ID-Nr. 76000815 | IA 337 43° 19′ 33″ N, 93° 4′ 13″ W                                                      | Grafton   | 1879 errichtete Bahnstation der damaligen Milwaukee Road                                                                                            |
| 2     | First Methodist Episcopal Church                          | First Methodist Episcopal Church           | 2000 ID-Nr. 00000985 | 401 2nd Street 43° 21′ 7″ N, 93° 12′ 40″ W                                              | Kensett   | 1899 im neugotischen Stil errichtete Kirche; heute Museum                                                                                           |
| 3     | Northwood Central Avenue Historic District                | Northwood Central Avenue Historic District | 2006 ID-Nr. 06000857 | Abgegrenzt durch Central Avenue, 5th Street und 9th Street 43° 26′ 46″ N, 93° 13′ 22″ W | Northwood | 40 im Italianate und im Queen-Anne-Stil errichtete Geschäftshäuser im Stadtzentrum                                                                  |
| 4     | Old Worth County Courthouse                               | Old Worth County Courthouse                | 1981 ID-Nr. 81000276 | 921 Central Avenue 43° 26′ 38″ N, 93° 13′ 7″ W                                          | Northwood | 1879–1880 im Italianate-Stil errichtetes früheres Justiz- und Verwaltungsgebäude des Worth County; heute Museum der Worth County Historical Society |
| 5     | Rhodes Mill                                               | Rhodes Mill                                | 1978 ID-Nr. 78001274 | Main Street 43° 15′ 50″ N, 93° 25′ 16″ W                                                | Fertile   | 1868 errichtete Mühle |
| 6     | Worth County Courthouse                                   | Worth County Courthouse                    | 1981 ID-Nr. 81000705 | Central Avenue zwischen 10th Street und 11th Street 43° 26′ 40″ N, 93° 13′ 3″ W         | Northwood | 1893 im neuromanischen Stil errichtetes aktuelles Justiz- und Verwaltungsgebäude des Worth County                                                   |